# أندريا سيرنا
أندريا سيرنا (بالإسبانية: Andrea Serna)‏ هي عارضة ومذيعة كولومبية، ولدت في 18 يناير 1977 في مانيزاليس في كولومبيا.

## وصلات خارجية
- أندريا سيرنا على موقع IMDb (الإنجليزية)